# Château de Dampierre-en-Burly
Pour les articles homonymes, voir Château de Dampierre (homonymie).
Le château de Dampierre-en-Burly est un château français situé à Dampierre-en-Burly, dans le département du Loiret et la région Centre-Val de Loire.

## Géographie
Le château est situé dans le centre-ville de la commune de Dampierre-en-Burly, à proximité de la route départementale 952 dans la région naturelle du Giennois.

## Historique
Aux XVe et XVIe siècles, le domaine est la propriété de la famille de Cugnac. Il est érigé en baronnie (première baronnie du comté de Gien) par lettres de février 1598 pour François II de Cugnac, conseiller d'État, lieutenant général au gouvernement d'Orléans, maréchal de camp et compagnon d'Henri IV, puis en marquisat en 1616 pour Antoine IV de Cugnac, mais saisi et vendu dès 1628. Il est acquis par Jean-Jacques Delu, conseiller du Roi, qui le revend en 1645 à Louis Picard, trésorier des finances extraordinaires du Roi. Le château fut décoré, entre autres, par le peintre Michel Dorigny (1616-1665).
Il passe à Claude Feydeau de Marville au XVIIIe siècle et est détruit lors de la Révolution. Un château est reconstruit au XIXe siècle, ne subsistant d'époque que le pavillon de l'horloge du XVIIe siècle qui sert d'entrée.
L'agronome Amédée de Béhague s'y établit en 1826 et y crée un domaine de 2.000 hectares. Il passe par héritage à la famille de Ganay.
Il a fait l’objet d'une inscription au titre des monuments historiques en 1928 pour son pavillon principal et les quatre petits pavillons annexes servant d'entrée au château .